# Anopheles veruslanei
Anopheles veruslanei este o specie de țânțari din genul Anopheles, descrisă de Vargas în anul 1979. Conform Catalogue of Life specia Anopheles veruslanei nu are subspecii cunoscute.